# Departamento Sarmiento (San Juan)
Sarmiento es un departamento ubicado en el extremo centro sur de la provincia de San Juan, en el centro de la Región de Cuyo, al centro oeste de Argentina.
Posee una superficie de 2.782 km² y según el censo del año 2010 cuenta con una población de 22.182 habitantes, posicionándolo en el puesto 9 entre los departamentos más extensos y el 8.º entre los poblados de San Juan. Su localidad cabecera es Media Agua, principal centro urbano y gestor institucional y gubernamental de Sarmiento, otro centro de importancia es Los Berros.
Su territorio presenta un paisaje montañoso hacia el oeste con presencia de importantes explotaciones mineras dedicadas a la extracción y procesamiento de minerales no metalíferos para la elaboración de cal principalmente. Mientras que al este prima un paisaje altamente modificado por el hombre a partir del desarrollo de actividades agrícolas intensivas bajo riego. Se cultivan hortalizas y frutales como: vides, sandías y melones. En el caso de los melones, Sarmiento, es el principal productor dentro de la provincia y hasta del país, significando la existencia de una indicación geográfica denominada Melón de Media Agua, San Juan

## Historia
El territorio que hoy ocupa el actual departamento Sarmiento, estaba ocupado por pueblos que se dedicaban a la recolección de frutos, raíces, a la caza de guanacos y a la pesca en lo que hoy son las Lagunas de Guanacache y el río San Juan
Con la llegada de los españoles la figura del indio comenzó a desvanecerse, algunos se fueron a otros lugares y otros se instalaron en las actuales Lagunas de Guanacache. Así este territorio fue habitado por españoles y criollos.
Por ley el 25 de agosto de 1908, se crea al Departamento Sarmiento. El 3 de enero de 1907, bajo la gobernación del coronel Carlos Sarmiento, se establece a la localidad de Media Agua como cabecera y asiento de autoridades departamentales
La llegada del ferrocarril en 1895 fue más que beneficiosa para Sarmiento. Después de cinco años funcionaba perfectamente para la carga y descarga de pasajeros y mercaderías a través de estaciones como Retamito y Cañada Honda. Posteriormente se inaugura otra línea que llegaba hasta Caucete, a través de nuevas estaciones como Huanacache y Media Agua y Cochagual. Estos poblados que tenían una actividad económica muy limitada, vivieron un gran cambio. Vino, aguardiente, pasas, trigo, cuero, leña, lana, etc., constituyeron los productos que comenzaron a despacharse desde la estación de Cañada Honda.
A principios del año 2013, Media Agua, la localidad cabecera y otros distritos como: Colonia Fiscal sufrieron graves daños como consecuencia de inundaciones generadas a partir de la avenida de aluviones desde Precordillera.

## Geografía

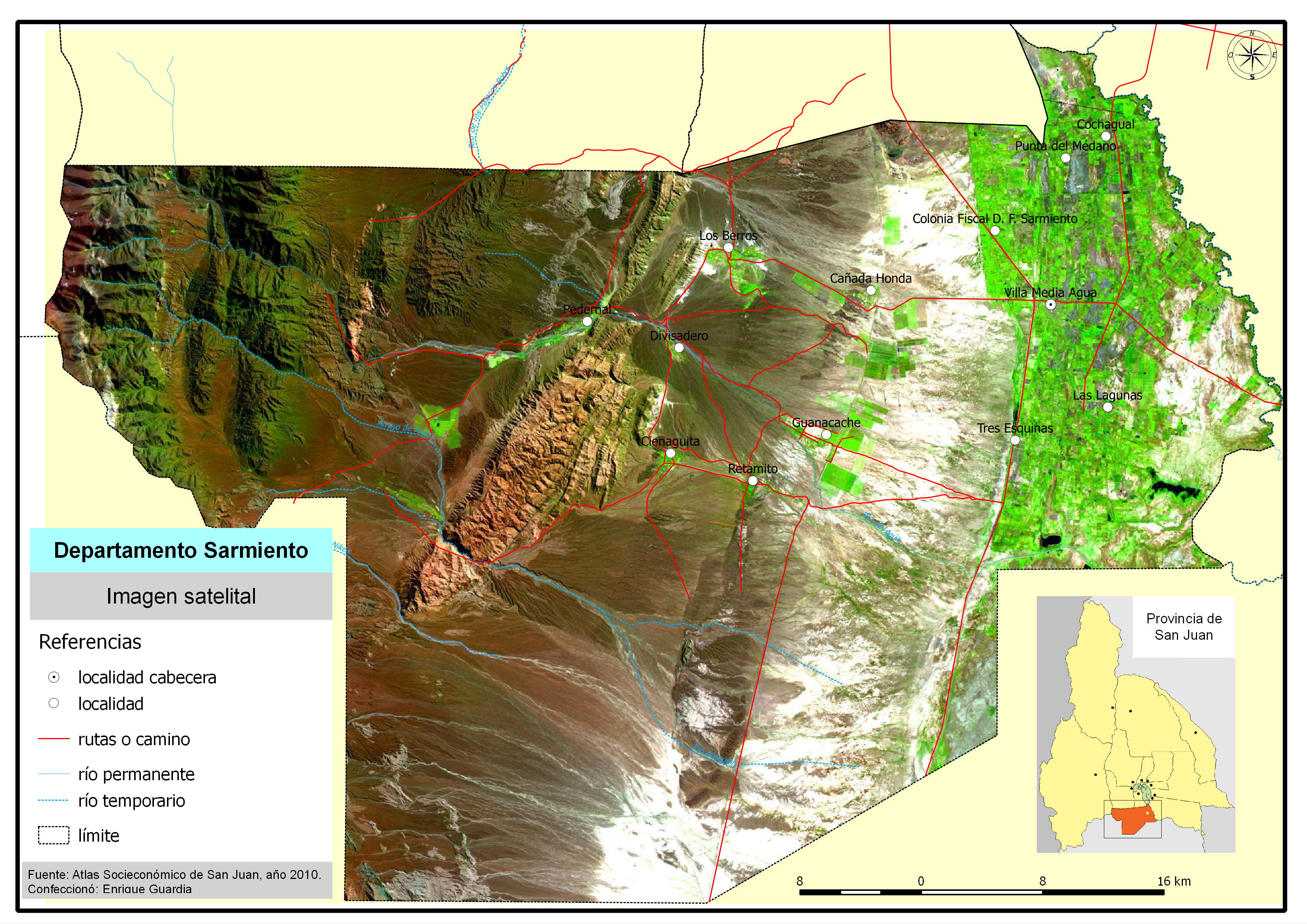
Imagen satelital del departamento Sarmiento.

### Límites y localización
Sarmiento se encuentra emplazado en el centro sur de la provincia de San Juan, limitando con la provincia de Mendoza, a 59 kilómetros de la Ciudad de San Juan, posee 2.782 km²
Sus límites son:
- Al norte: con los departamentos Zonda, Pocito y Rawson
- Al sur: con la provincia de Mendoza
- Al este: con el departamento 25 de Mayo
- Al oeste: con el departamento Calingasta

### Sismicidad
La sismicidad del área de Cuyo (centro oeste de Argentina) es frecuente y de intensidad baja, y un silencio sísmico de terremotos medios a graves cada 20 años en distintas áreas aleatorias.

### Terremoto de Caucete 1977
El 23 de noviembre de 1977, Caucete fue asolada por un terremoto y que dejó como saldo lamentable algunas víctimas, y un porcentaje importante de daños materiales en edificaciones.
El Día de la Defensa Civil fue asignado por un decreto recordando el sismo que destruyó la ciudad de Caucete el 23 de noviembre de 1977, con más de 40.000 víctimas sin hogar. No quedaron registros de fallas en tierra, y lo más notable efecto del terremoto fue la extensa área de licuefacción (posiblemente miles de km²).
El efecto más dramático de la licuefacción se observó en la ciudad, a 70 km del epicentro: se vieron grandes cantidades de arena en las fisuras de hasta 1 m de ancho y más de 2 m de profundidad. En algunas de las casas sobre esas fisuras, el terreno quedó cubierto de más de 1 dm de arena.

#### Sismo de 1861
Aunque dicha actividad geológica ocurre desde épocas prehistóricas, el terremoto del 20 de marzo de 1861 señaló un hito importante dentro de la historia de eventos sísmicos argentinos ya que fue el más fuerte registrado y documentado en el país. A partir del mismo la política de los sucesivos gobiernos mendocinos y municipales han ido extremando cuidados y restringiendo los códigos de construcción. Pero solo con el terremoto de San Juan de 1944 del 15 de enero de 1944 (81 años) el gobierno sanjuanino tomó estado de la enorme gravedad sísmica de la región.

### Ambiente

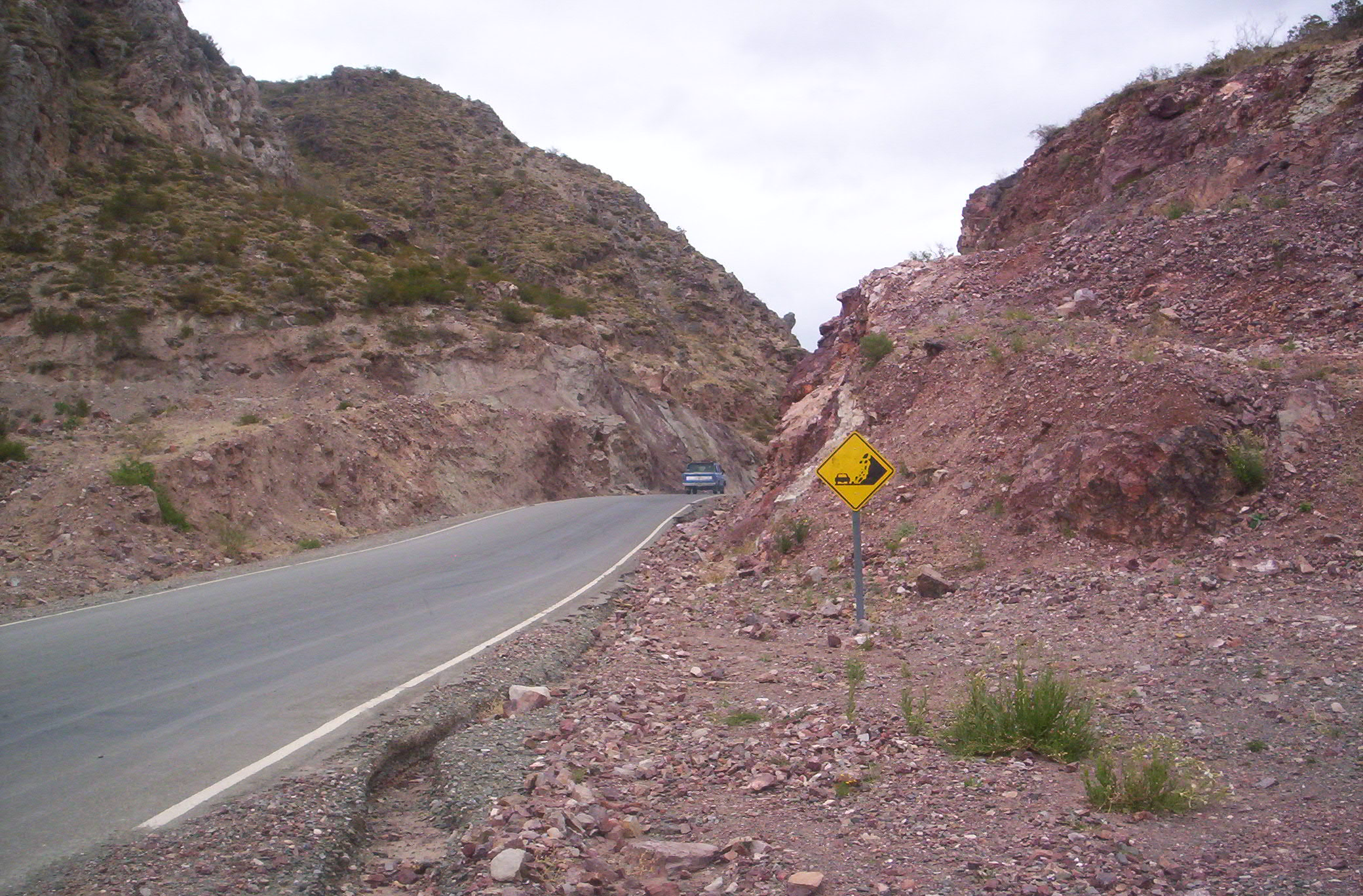
Paisaje cerca de Pedernal.

El departamento Sarmiento posee un relieve montañoso al oeste, que pertenece a la formación de la precordillera, el piedemonte, constituido por los sedimentos que dan origen al río de la flecha y una planicie de derrame al este, a nivel del río San Juan, zona del Valle del Tulúm. Riegan la zona el río de Agua, el río seco, el río San Juan, arroyo de la Ciénaga y de forma artificial canales de hormigón.
Las temperaturas diurnas son elevadas y en la noche descienden considerablemente, debido a la acentuada continentalidad; las brisas de las montañas a veces poseen grandes velocidades y transportan partículas de sal por toda la región.
- Coordenadas: 32°00′S 68°31′O / -32.000, -68.517

### Población

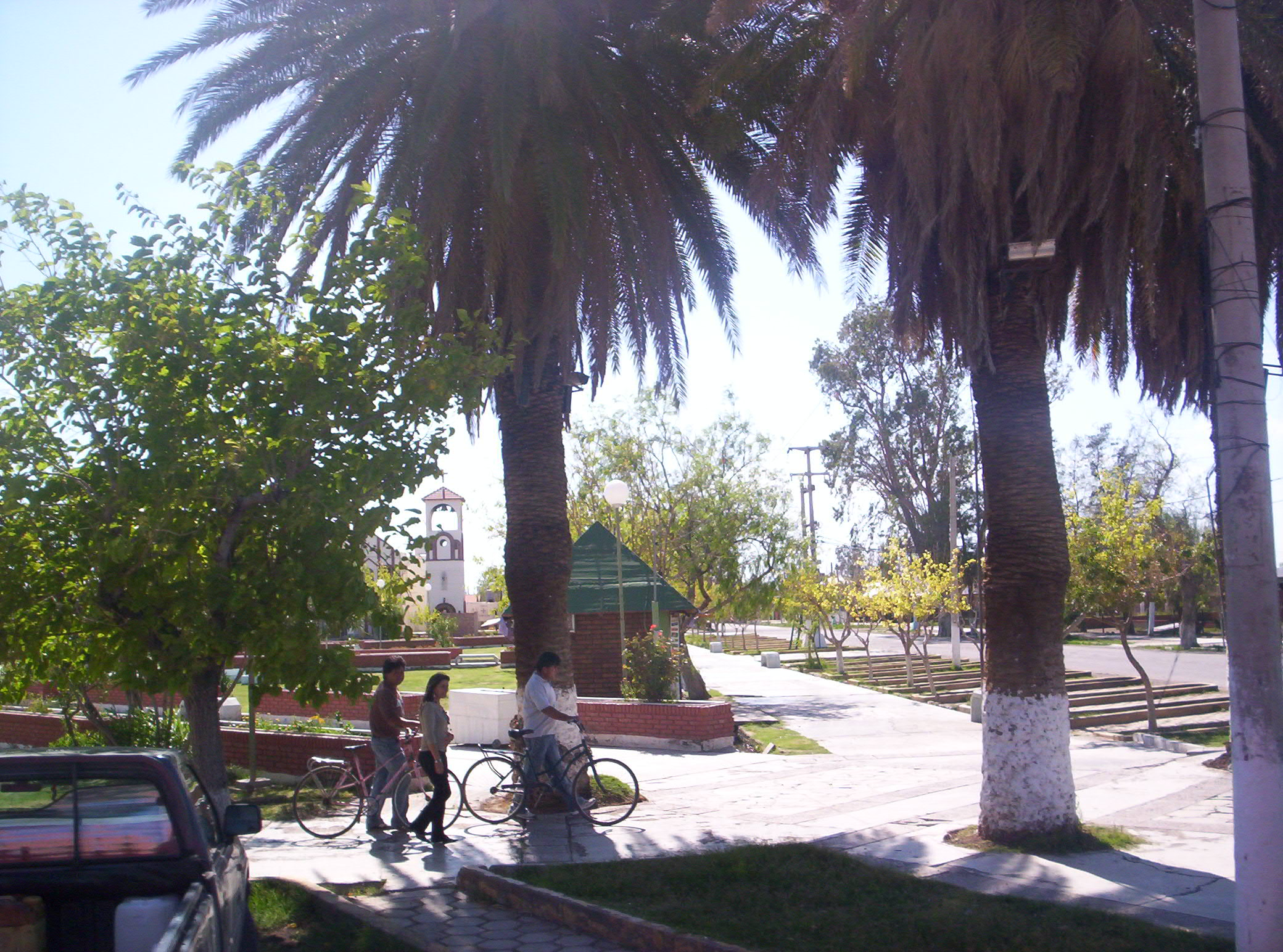
Plaza central de Media Agua.

El departamento Sarmiento poseyó una población de 19,093 habitantes (Indec, 2001).
El censo 2010 arrojó 22 131 habitantes.
Para el censo 2022 el departamento registró 27 188 habitantes; lo que representó un aumento en la cantidad de personas del 22,9% mayor que el crecimiento poblacional provinciala situado en 20,8%. Estos datos le valieron al departamento tener la novena población.
Su población se concentra, por mayoría en su ciudad cabecera Media Agua lo cual la convierte en la ciudad más importante del departamento, y también como asiento de autoridades departamentales. Al oeste de la misma se ubica la segunda ciudad más importante, Los Berros donde hay producción de piedra caliza, generando permanente demanda de mano de obra y la población aumente año a año.
Al norte del mismo se encuentran las localidades de Colonia Fiscal, Cochagual y Punta del Médano, donde su población por mayoría se dedica a las actividades agrícolas, al sur se encuentra Tres Esquina con la población escasa.
Pedernal, Cienaguita, Divisadero y Guanacache son los distritos ubicados al sudoeste del departamento y concentran el restante de su población, más la sur limitando con la provincia de Mendoza se ubican las Lagunas de Guanacache donde habitan los descendientes de los Huarpes (nación originaria que habitó la provincia de San Juan antes de la invasión y usurpación de los españoles), únicos en toda la provincia

## Actividades económicas

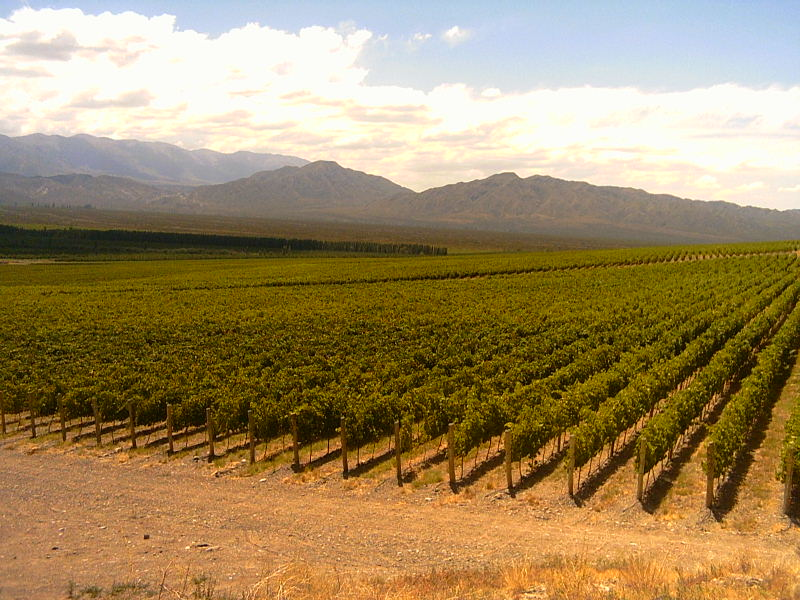
Plantaciones de uva en Sarmiento.

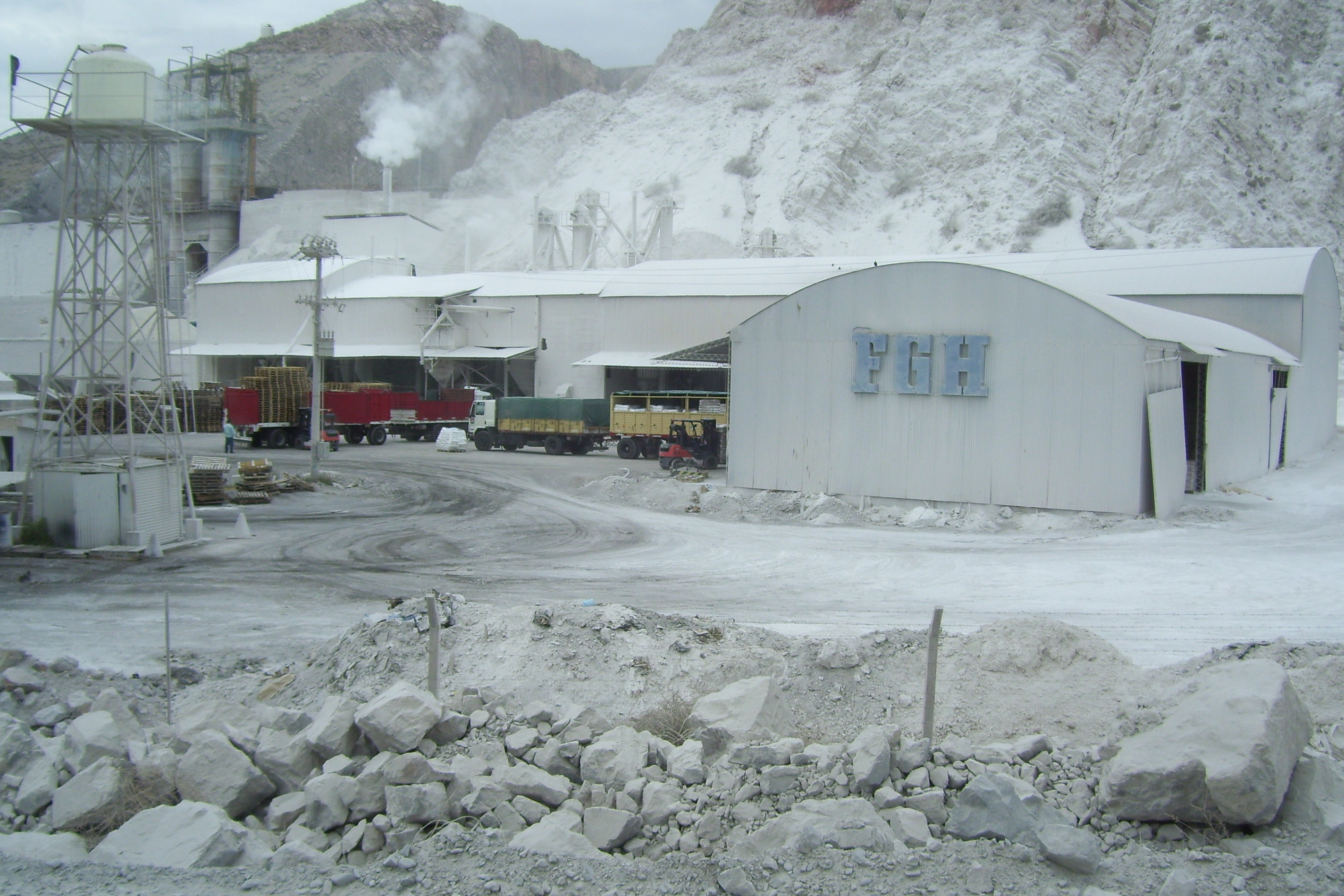
Explotación calera en Los Berros.

Sarmiento posee una superficie de 9.192 hectáreas dedicadas a la agricultura, en las cuales se destacan, cultivos de vid, olivo, hortalizas tales como ajo, cebolla y tomate, cereales y forrajes, forestales y frutales cómo melón y sandía, estos dos últimos son productos reconocidos en toda la provincia por su calidad y cantidad. El departamento Sarmiento fue positivamente beneficiado por la ley de Promoción Agrícola sancionada en la provincia, gracias a esta hoy en día hay plantaciones con uva de mesa, uva fina, pasas, mosto, frutas de carozo, frutas de pepitas, frutas secas, etc.
Desde el punto de vista mineral, en departamento hay explotaciones mineras, sobre todo la caliza y sus derivados en la industria (Cal). Está actividad es la que caracteriza a la zona oeste de Sarmiento, más precisamente a la localidad de Los Berros. En el caso de la industria, predomina la de la vitivinicultura, con numerosas bodegas y también al norte del departamento se localiza una fábrica llamada "Cargas Minerales San Juan", donde se realiza la materia prima para confeccionar pinturas

## Turismo

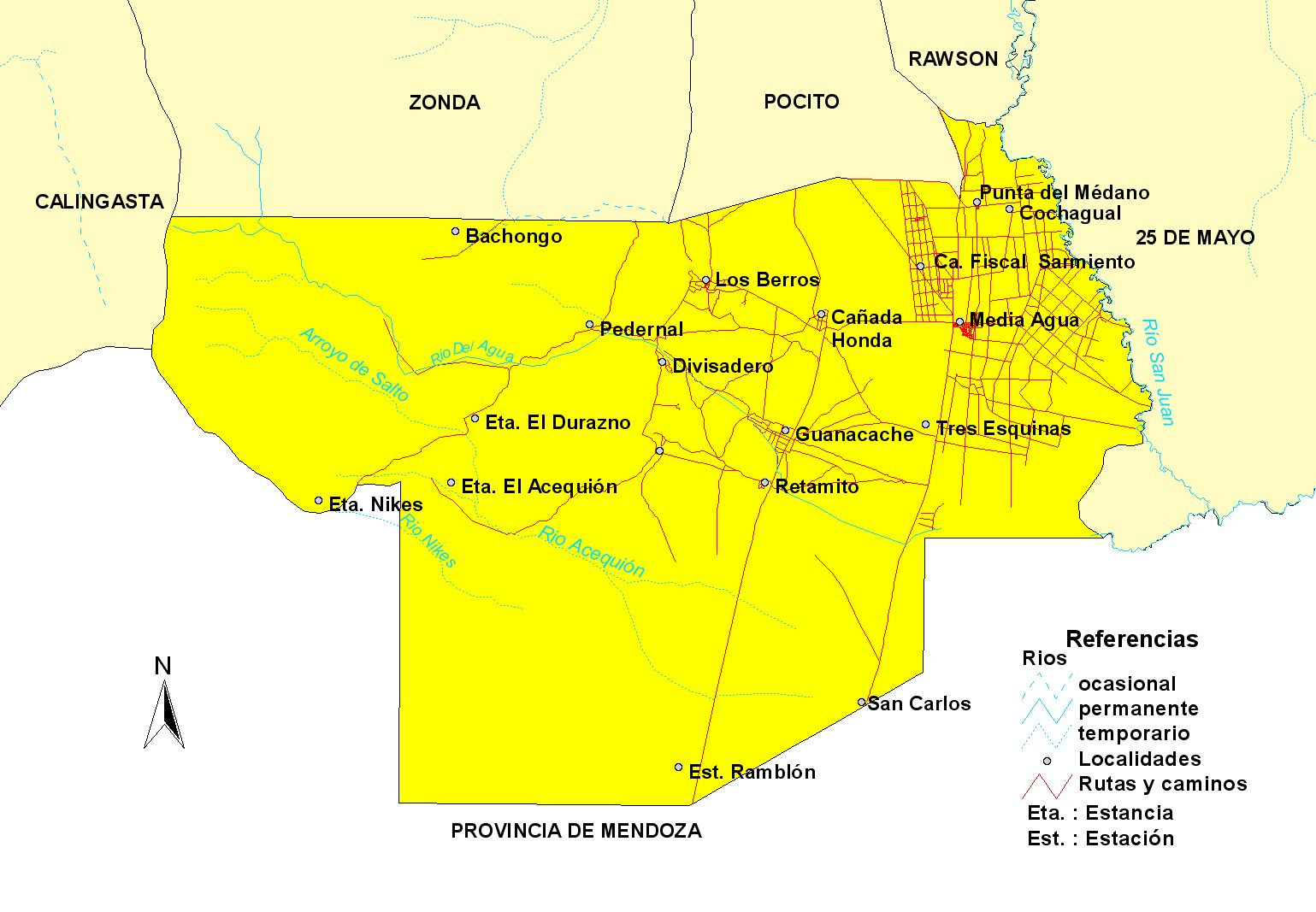
Mapa del departamento.

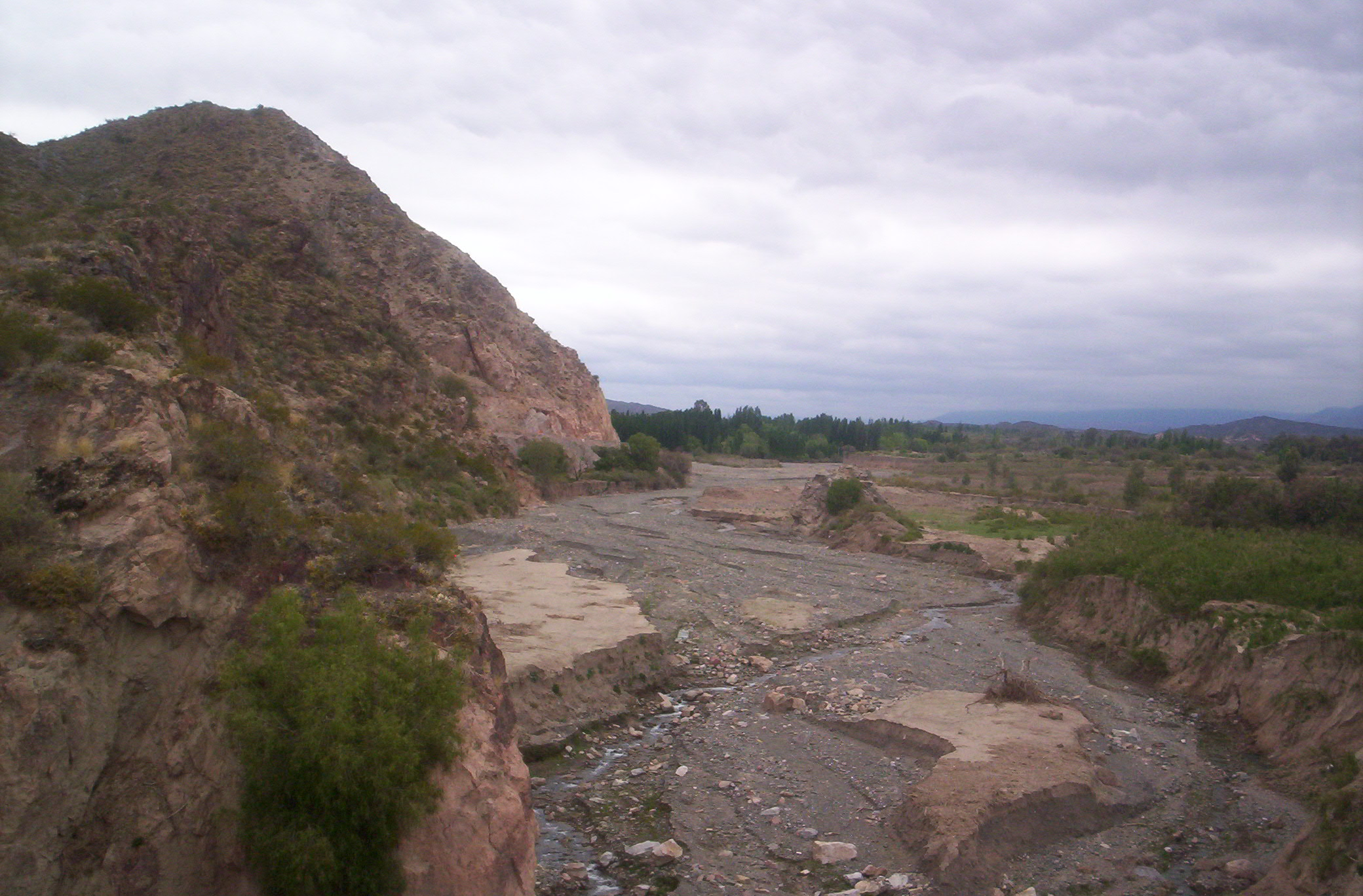
Arroyo en Pedernal.

Circuito Cañada Honda - Los Berros - Pedernal
Este departamento posee numerosos atractivos turísticos naturales, principalmente en la zona oeste, donde se distingue un paisaje netamente montañoso. Para llegar ahí, debemos dirigirnos por la ruta nacional 153, la primera localidad en encontrar es Cañada Honda, distrito donde se encuentra la estación de ferrocarril más importante del departamento. Al salir de ella, apenas transcurrido 10 km aproximadamente nos encontramos con la localidad de Los Berros, pueblo dedicado a la actividad minera y donde podemos visitar la iglesia de la Virgen del Carmen, que en el mes de julio se la venera con las fiestas patronales y también al norte, después de transcurrir un camino sinuoso, podemos visitar el Cerro de la Flecha, zona que recibe el nombre de "Quebrada de la Flecha", donde hay aguas termales y en el mes de mayo para el día del trabajador se realiza la fiesta en honor al "Cristo de la Quebrada". Al salir de este pueblo minero siguiendo la misma ruta, se ubica Pedernal, donde podemos encontrar un camping municipal, el dique Crucesitas, centenares de casas de fin de semana, arroyos y una imponente vegetación. Continuando más el oeste y por último por el mismo camino nos encontramos en el camino llamado "Los Berros-Barreal", que representa un viaje cargado de aventura y emoción, donde es posible avistar manadas de guanacos.
Circuito Sur
En la zona sur del departamento se encuentra una cadena de pequeñas localidades como Divisadero, Retamito, Cienaguita y Huanacache, en esta última se conserva el añoso algarrobo donde Martina Chapanay amarraba su caballo (mujer que vivió en el siglo XIX en la zona de las Laguna de Guanacache, luchó en cruentas batallas y se caracterizó por su hombría y fue descendiente de los Huarpes). Al sudeste limitando con la provincia de Mendoza se encuentran las Lagunas de Guanacache, lugar donde actualmente está habitado por Huarpes, se caracteriza por su singular belleza con una vegetación variada y una fauna de garzas y patos.
Circuito Norte y Media Agua

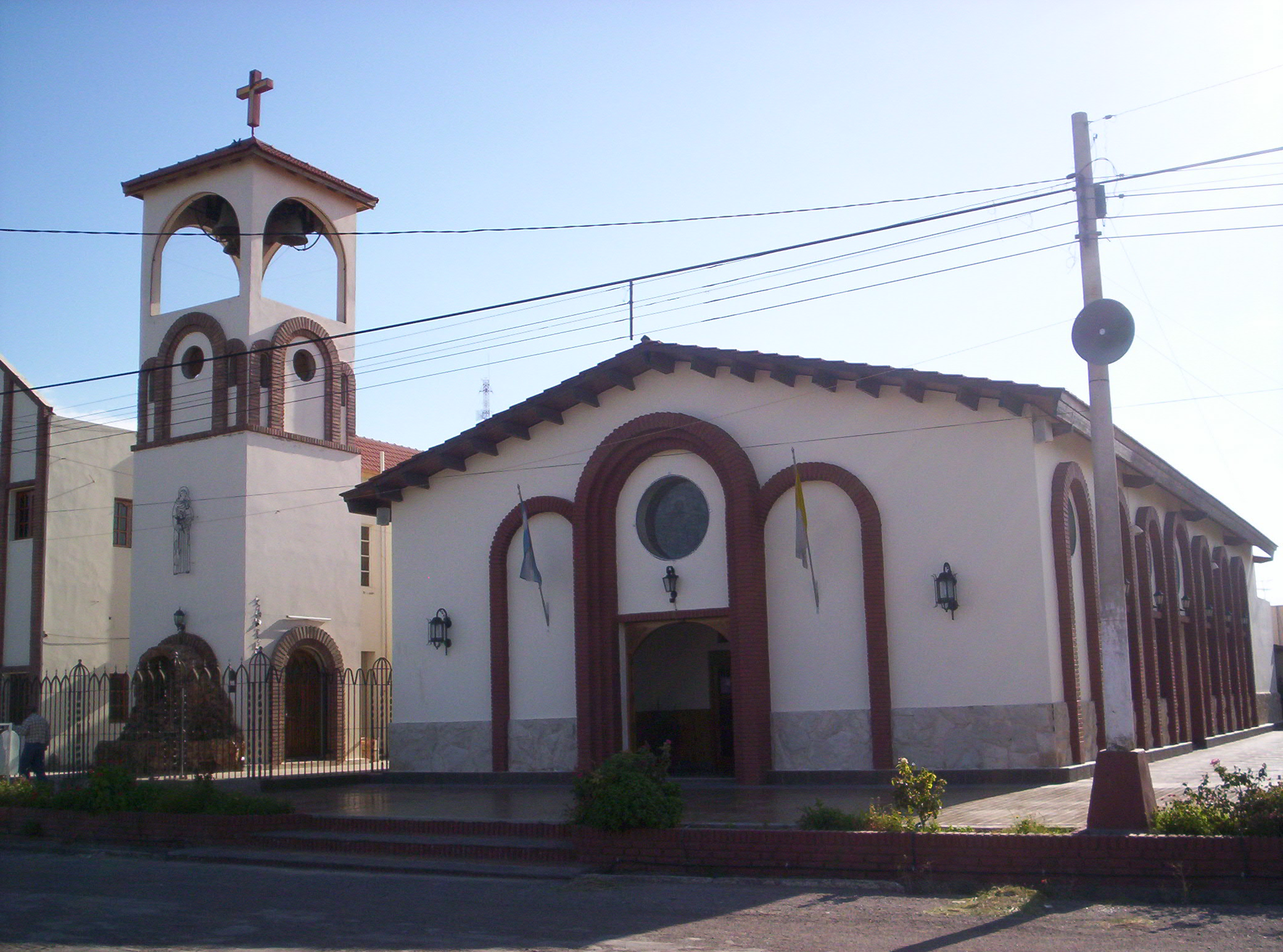
Iglesia de San Antonio de Padua, Media Agua.

En Media Agua se encuentra la parroquia de San Antonio de Padua, donde se venera como reliquia un fragmento de la piel del santo traída desde Italia por el párroco Pepe Fuente. Al norte se encuentran los distritos de Cochagual, Punta del Médano y Colonia Fiscal Domingo Faustino Sarmiento, este último en el mes de diciembre venera a Santa Bárbara (santa patrona), con las fiestas patronales y en el mes de septiembre se realiza la fiesta de la primavera, donde hay ranchos típicos y desfile de carrusel.
- video del departamento Sarmiento